# 密克隆岛
密克隆岛（法語：Miquelon，發音：[miklɔ̃]）是法国海外集体圣皮埃尔和密克隆的最大的岛屿，由朗格拉德岛、大密克隆岛（两者由連島沙洲相连，亦可看作狭颈半岛）和勒卡普半岛组成。行政上，密克隆岛是密克隆-朗格拉德市镇的一部分。